# La FrancoVéloSuisse
De La FrancoVéloSuisse is een langeafstandsfietsroute in Frankrijk. De route verbindt de Vogezen in Frankrijk met de Jura in Zwitserland. Het traject is bewegwijzerd in twee richtingen.

## Traject
De route start in Giromagny aan de voet van de Ballon d'Alsace. Via Belfort gaat het zuidwaarts. In het Zwitserse Porrentruy eindigt de route. Hier kan worden aangesloten op de Nationale fietsroute 7 - Juraroute.

## Aansluitingen met andere (regionale) routes
- In Porrentruy kan worden aangesloten op de Nationale fietsroute 7 - Juraroute.